# Rafael Vitti
Rafael Alencar Vitti (Río de Janeiro, 2 de noviembre de 1995) es un actor brasileño.

## Biografía e carrera
Nacido en Rio De Janeiro, Rafael Vitti creció en el barrio de Flamengo, al sur de la ciudad de Río de Janeiro. Su primera obra de arte fue en su teatro con la obra Quem Matou O Leão. Hizo dos cortos, el NÓS y Le Royale con queso antes de intentar hacer una prueba para llegar a Malhação, ya asistiendo al curso de artes escénicas en UniRio. Después de intentar ingresar a Malhação en la temporada 2013 sin éxito, Rafael intentó nuevamente en la 22ª temporada, llamada Malhação Sonhos, en la que pasó y dio vida al notable personaje Pedro Ramos. Para el personaje Pedro, Rafael tuvo que entrar en clases de guitarra, ya con conocimientos de guitarra, el actor tuvo que mejorar sus conocimientos para dar vida al papel del "guitarrista suelto" de Pedro, apasionado de la música, que soñaba con convertirse en un famoso. La guitarrista y compañera de la luchadora Karina, interpretada por la actriz Isabella Santoni, formó la pareja de Perina que tuvo mucho éxito entre los jóvenes
Sin muchas dificultades, Rafael demostró ser un gran aprendiz y pronto brilló con Pedro, lo que influyó mucho en el gran éxito de la temporada de Malhação. Poco después de Malhação, Marcelo Faria fue invitado a formar parte de la obra Zero de Conduta que contó con un elenco fuerte, a saber: Guilherme Hamacek, Cadu Libonati, Antônio Carlos, Mauricio Pitanga, Chico Melo y Nicole Gomes, sus excompañeros que trabajan en Malhação
En 2015 le dio vida al personaje Pedro Miller en la serie Não se apega, no al Fantástico y firmó en 2015 un contrato de 3 años con Rede Globo. Como actor, Rafael Vitti también muestra otros talentos y facetas. Además de tener éxito en el trabajo como actor, Rafael también se mostró escritor. El actor siempre ha tenido el deseo de lanzar un libro con sus poemas y frases que a menudo se divulgan en sus redes sociales. Así comenzó el libro titulado Quer Se Ver No Meu Olho? con varios de sus poemas aún en preadolescencia, se formará hoy en un libro con varias páginas que expresan sus pensamientos y reflexiones. Y el 18 de marzo de 2016, anunció el inicio de su segundo libro, aún no titulado
A principios de 2016, participó en el video de la canción Direção EP Vício, cantante Manu Gavassi
También a principios de 2016, Rafael Vitti se inclinó por antagonista en la primera fase de la nueva novela de 9 Rede Globo Velho Chico, que se estrenó el 14 de marzo de 2016
Con el exitoso y prometedor libro de carreras, a Rafael también le encanta pasar tiempo con su familia y amigos. A ella le gustan las cosas sencillas que te hacen feliz caminar con tu perro Simba por la playa Flamengo a la que suele asistir, acampar con amigos y otras actividades
Rafael había bloqueado su inscripción en la universidad para vivir con Pedro Ramos, pero regresó a sus clases para mejorar aún más sus conocimientos
Rafael solo tiene el deseo de continuar inspirando a las personas que lo acompañan y de traer más y más luz a quienes te rodean
Algunas curiosidades: Rafael ama las aventuras, apoya al Fluminense FC, su comida favorita es yakisoba, su signo es Escorpio, su serie favorita es Amigos, su ídolo es Arthur Rimbaud, su mayor sueño es tener un valor en la sociedad que pueda transformar a las personas a través de su arte. entre otros

## Vida personal
Desde febrero del 2017 mantiene una relación con la actriz Tatá Werneck, pero ambos lo confirmaron en junio durante un viaje por Europa. En enero de 2018 formalizaron su noviazgo. Actualmente viven juntos. 
En marzo de 2019, Tatá confirmó estar embarazada de su primer hijo con el actor
Rafael es hijo de los actores João Vitti y Valéria Alencar, él es hermano del también actor Francisco Vitti. 

Nacido en Río de Janeiro, Rafael Vitti creció en el barrio de Flamengo, al sur de la ciudad de Río de Janeiro. Su primera obra de arte fue en su teatro con la obra Quem Matou O Leão. Hizo dos cortos, el NÓS y Le Royale con queso antes de intentar hacer una prueba para llegar a Malhação, ya asistiendo al curso de artes escénicas en UniRio. Después de intentar ingresar a Malhação en la temporada 2013 sin éxito, Rafael intentó nuevamente en la 22ª temporada, llamada Malhação Sonhos, en la que pasó y dio vida al notable personaje Pedro Ramos. Para el personaje Pedro, Rafael tuvo que entrar en clases de guitarra, ya con conocimientos de guitarra, el actor tuvo que mejorar sus conocimientos para dar vida al papel del "guitarrista suelto" de Pedro, apasionado de la música, que soñaba con convertirse en un famoso. La guitarrista y compañera de la luchadora Karina, interpretada por la actriz Isabella Santoni, formó la pareja de Perina que tuvo mucho éxito entre los jóvenes
Sin muchas dificultades, Rafael demostró ser un gran aprendiz y pronto brilló con Pedro, lo que influyó mucho en el gran éxito de la temporada de Malhação. Poco después de Malhação, Marcelo Faria fue invitado a formar parte de la obra Zero de Conduta que contó con un elenco fuerte, a saber: Guilherme Hamacek, Cadu Libonati, Antônio Carlos, Mauricio Pitanga, Chico Melo y Nicole Gomes, sus excompañeros que trabajan en Malhação
En 2015 le dio vida al personaje Pedro Miller en la serie Não se apega, no al Fantástico y firmó en 2015 un contrato de 3 años con Rede Globo. Como actor, Rafael Vitti también muestra otros talentos y facetas. Además de tener éxito en el trabajo como actor, Rafael también se mostró escritor. El actor siempre ha tenido el deseo de lanzar un libro con sus poemas y frases que a menudo se divulgan en sus redes sociales. Así comenzó el libro titulado Quer Se Ver No Meu Olho? con varios de sus poemas aún en preadolescencia, se formará hoy en un libro con varias páginas que expresan sus pensamientos y reflexiones. Y el 18 de marzo de 2016, anunció el inicio de su segundo libro, aún no titulado
A principios de 2016, participó en el video de la canción Direção da cantante Manu Gavassi
También a principios de 2016, Rafael Vitti se inclinó por antagonista en la primera fase de la nueva novela de 9 Rede Globo Velho Chico, que se estrenó el 14 de marzo de 2016
Con el exitoso y prometedor libro de carreras, a Rafael también le encanta pasar tiempo con su familia y amigos. A ella le gustan las cosas sencillas que te hacen feliz caminar con tu perro Simba por la playa Flamengo a la que suele asistir, acampar con amigos y otras actividades
Rafael había bloqueado su inscripción en la universidad para vivir con Pedro Ramos, pero regresó a sus clases para mejorar aún más sus conocimientos
Rafael solo tiene el deseo de continuar inspirando a las personas que lo acompañan y de traer más y más luz a quienes te rodean
Algunas curiosidades: Rafael ama las aventuras, apoya al Fluminense FC, su comida favorita es yakisoba, su signo es Escorpio, su serie favorita es Amigos, su ídolo es Arthur Rimbaud, su mayor sueño es tener un valor en la sociedad que pueda transformar a las personas a través de su arte entre otros

## Filmografía

### Television
| Año     | Título            | Papel                            |
| ------- | ----------------- | -------------------------------- |
| 2014–15 | Malhação          | Pedro Ramos                      |
| 2015    | Não Se Apega, Não | Pedro Miller                     |
| 2016    | Velho Chico       | Carlos Eduardo Vidigal (1ª fase) |
| 2016    | Truque Vip        | Participante                     |
| 2016    | Rock Story        | Leonardo (Léo Régis)             |

### Filme
| Año  | Título                       | Papel  |
| ---- | ---------------------------- | ------ |
| 2005 | Amor de Mula                 | Jonas  |
| 2012 | Nós                          | Arthur |
| 2016 | Os Saltimbancos Trapalhões 2 | Pedro  |

### Internet
| Año  | Título                      | Papel            |
| ---- | --------------------------- | ---------------- |
| 2016 | Totalmente Sem Noção Demais | Maurício Ricardo |

### Videoclipe
| Año  | Música       | Cantante / Banda |
| ---- | ------------ | ---------------- |
| 2016 | Direção      | Manu Gavassi     |
| 2016 | Sonha Comigo | Léo Regis        |